# Ambassade d'Arabie saoudite aux États-Unis
L'ambassade d'Arabie saoudite aux États-Unis est la représentation diplomatique d'Arabie saoudite auprès des États-Unis. Elle est située à Washington, D.C., la capitale. Depuis le 23 février 2019, l'ambassadrice est Reema bint Bandar Al Saoud.

## Ambassadeurs
- 1945-1954 : Assad Al-Faqih
- 1954-1964 : Abdullah Al-Khayyal
- 1964-1975 : Ibrahim bin Abdullah Al Suwaiyel (en)
- 1975-1979 : Ali Alireza
- 1979-1983 : Faisal al-Hegelan (en).
- 1983-2005 : Bandar ben Sultan ben Abdelaziz Al Saoud
- 2005-2007 : Turki ben Fayçal Al Saoud
- 2007-2015 : Adel al-Joubeir
- 2015-2017 : Abdallah ben Fayçal Al Saoud
- 2017-2019 : Khalid bin Salman bin Abdulaziz Al Saud (en)
- Depuis 2019 : Reema bint Bandar Al Saoud